# Everything Has Changed
„Everything Has Changed” – to utwór amerykańskiej piosenkarki Taylor Swift wraz z gościnnym udziałem brytyjskiego wokalisty Eda Sheerana. Wydany został 16 lipca 2013 roku przez wytwórnię płytową Big Machine Records jako szósty singel z czwartego albumu studyjnego Taylor, zatytułowanego Red. Twórcami tekstu utworu są Taylor Swift i Ed Sheeran, natomiast jego produkcją zajął się Butch Walker. Do singla nakręcono także teledysk, a jego reżyserią zajął się Philip Andelman. „Everything Has Changed” dotarł do 32. miejsca na liście przebojów w Stanach Zjednoczonych.

## Pozycje na listach przebojów
| Kraj              | Lista (2013)            | Pozycja | Status          | Sprzedaż   |
| ----------------- | ----------------------- | ------- | --------------- | ---------- |
| Australia         | Top 50 Singles          | 28      | platynowa płyta | 70 000+    |
| Irlandia          | Top 50 Singles          | 5       | —               | —          |
| Kanada            | Canadian Hot 100        | 28      | —               | —          |
| Nowa Zelandia     | Top 40 Singles          | 22      | złota płyta     | 7 500+     |
| Stany Zjednoczone | Hot 100                 | 32      | platynowa płyta | 1 000 000+ |
| Szkocja           | Scottish Singles Top 40 | 7       | —               | —          |
| Wielka Brytania   | Singles Top 100         | 7       | —               | —          |